# Karl Frei
Karl Frei (* 8. März 1917 in Regensdorf bei Zürich; † 18. Juni 2011 in Schlieren bei Zürich) war ein Schweizer Turner und Olympiasieger.

## Karriere
Bei den Olympischen Sommerspielen 1948 in London nahm er an allen acht Wettkämpfen im Gerätturnen teil. Er gewann den Einzelwettbewerb im Ringeturnen vor seinem Schweizer Teamkameraden Michael Reusch. Im Mannschaftsmehrkampf unterlag er mit der Schweizer Mannschaft ganz knapp den Turnern aus Finnland und gewann Silber.
Nach seiner aktiven sportlichen Karriere war er als Trainer sowie als Abwart einer Schule tätig.